# Gâtine de Loches
La Gâtine de Loches ou Gâtine de Loches et de Montrésor est une région naturelle de France située au sud du département d'Indre-et-Loire, dans la région Centre-Val de Loire.

## Géographie
Cette région naturelle est située au sud du département d'Indre-et-Loire. C’est la ville de Loches qui lui a donné son nom. Elle est entourée par les régions naturelles suivantes :
- Au nord par le Val de Loire tourangeau.
- A l’est par le Boischaut Nord.
- Au sud par la Brenne et le Blancois.
- A l’ouest par le Châtelleraudais et le Plateau de Sainte-Maure.